# Tsghuk
Tsghuk (in armeno Ծղուկ) è un comune di 451 abitanti (2010) della Provincia di Syunik in Armenia.